# Rutenizacja
Rutenizacja – proces przyswajania lub narzucania kultury rusińskiej.

## Średniowiecze
Przed okresem kształtowania się państwowości polskiej (X wiek) i ścierania się wzajemnych wpływów polsko-ruskich (X-XI wiek) na obszarze Grodów Czerwieńskich, element zachodniosłowiański (lechicki) obejmował swym zasięgiem tereny pomiędzy górnym i środkowym Sanem, górnym i częściowo środkowym Bugiem, natomiast na wschodzie enklawy zachodniosłowiańskie sięgały po rzekę Styr. Tereny te, pierwotnie zachodniosłowiańskie, uległy rutenizacji (zruszczeniu) po 981 roku, po tym, jak Grody Czerwieńskie należące do państwa księcia Mieszka I zostały podbite przez Ruś Kijowską. W następstwie podboju ruski książę Jarosław I Mądry przeprowadził w latach 30. XI stulecia akcję kolonizacyjną, która zaczęła się w 1031 od przesiedlenia znacznej części ludności lędziańskiej nad rzekę Roś na Naddnieprzu, gdzie długo zachowywała ona swą odrębność etniczną. Kolejnym etapem było osiedlanie się na tych terenach ludności ruskiej uchodzącej przed niewolą z głębi Rusi po najazdach mongolskich w XIII stuleciu. Rutenizujący wpływ miała również działalność cerkwi prawosławnej metropolii kijowskiej.
Ponowne scalenie terenów między Sanem, Bugiem i Styrem z Koroną Królestwa Polskiego nastąpiło w XIV stuleciu i przyczyniło się do napływu na nie ludności z sąsiedniej Małopolski, a co za tym idzie – repolonizacji bądź polonizacji.
Także warstwy społeczeństwa litewskiego w średniowieczu doświadczyły intensywnej i o dużej skali rutenizacji. Miała ona miejsce w okresie, gdy Wielkie Księstwo Litewskie wchłonęło ogromne obszary ówczesnych ziem ruskich o znacznie wyższym poziomie kultury niż ten panujący na Litwie właściwej. Wskutek tego język litewski został całkowicie wyparty na rzecz języka ruskiego.

## Nowożytność i XIX wiek
W epoce nowożytnej rutenizacja dotykała głównie chłopów katolickich, którzy byli sprowadzani przez polskich magnatów kresowych na swoje majątki. Początek XIX wieku i fala degradacji kultury polskiej przez rosyjskiego zaborcę na Ziemiach Zabranych, zwłaszcza oświaty spowodowała znaczne osłabienie wpływu idei jagiellońskiej i oddziaływania kościoła katolickiego na polskich Kresach Wschodnich. Przyczyniło się to do zrutenizowania się odsetka polskiego ziemiaństwa i szlachty. Część z nich wróciła do swoich polskich korzeni w momencie odzyskania przez Polskę niepodległości w 1918 roku.